# Søvejsregler
Søvejsreglerne er et sæt internationale regler der regulerer skibenes ageren i forhold til hinanden ved møde i klart vejr og i nedsat sigtbarhed. Reglerne kan sidestilles med færdselsreglerne i land.
Det indbefatter bl.a. regler for følgende:
- Lanterneføring
- Vigepligter ved møde med andre skibe.
- Brug af lydsignalapparater.
- Retningslinjer til overvejelse ved færden på havet.
- Nødsignaler.
- Generelle definitioner.
- Sejladsanvisninger i snævre løb og trafikseperationer.

Reglerne gælder for alle "skibe" i den brede definition som er angivet i regel 3: "... enhver form for  flydende materiel ... der anvendes eller kan anvendes som transportmiddel på vandet". Og de gælder for alle farvande der står i forbindelse med åbent hav.

## Historie
De nuværende "Internationale Søvejsregler" blev til i 1972 form af internationale konventioner som de involverede lande tilsluttede sig. De blev udarbejdet på store konferencer og baseret på enstemmighed. De erstattede kollisionsregulativerne  af 1960.
En så stor og kompliceret procedure har naturligvis været vanskelig at arbejde med, og for at gøre lovgivningsarbejdet mere effektivt oprettede man i 1948 International Maritime Organization (IMO) under FN. I starten blot som rådgivende organ, men ved senere konventioner har IMO fået magt til at justere reglerne på mere smidig måde.